# Gitterweiche
Eine Gitterweiche ist eine besondere Form einer Schutzweiche.
Vor allem auf Nebenbahnen im Gebirge bestand die Gefahr, dass im Zuge von Rangierbewegungen Eisenbahnwagen unbeabsichtigt und ungebremst auf die freie Strecke gelangten und durch ein vorhandenes Gefälle große Schäden anrichten konnten. Eine einfache Schutzweiche, die in der Normalstellung immer auf ein ebenes Gleis mit Prellbock (und/oder Sandbett) führte, konnte dies verhindern. Kleinere Bahnhöfe waren früher häufig nicht an ein Stellwerk angeschlossen und mussten von Hand bedient werden. Um ein Hantieren mit mehreren Schlüsseln einzusparen, wurde die Gitterweiche erfunden. 
Die Weiche konnte nur bedient werden, wenn sich ein Eisenbahner in einem Käfig befand und die Tür geschlossen war. Die Tür konnte im Anschluss nur wieder geöffnet werden, wenn die Weiche sich wieder in Grundstellung befand. Der Eisenbahner war also gezwungen, so lange dort zu bleiben, bis die Rangierbewegungen beendet waren oder die Zugfahrt vorbei war.
Spätestens seit den 1970er Jahren sind in Deutschland keine Gitterweichen mehr bekannt.

## Beispiele
- Bahnhof Ruhla an der Bahnstrecke Wutha–Ruhla
- Bahnhof Trusetal an der Schmalspurbahn Wernshausen–Trusetal